# Seoul Open 1990
Il Seoul Open 1990 è stato un torneo di tennis giocato sul cemento. È stata la 4ª edizione del torneo, che fa parte della categoria World Series nell'ambito dell'ATP Tour 1990. Si è giocato a Seul in Corea del Sud dal 16 al 23 aprile 1990.

## Campioni

### Singolare maschile
Alex Antonitsch ha battuto in finale  Pat Cash con il punteggio di 7–6, 6–3

### Doppio maschile
Grant Connell /  Glenn Michibata hanno battuto in finale  Jason Stoltenberg /  Todd Woodbridge con il punteggio di 7–6, 6–4